# Pleurotomella eulimenes
Pleurotomella eulimenes é uma espécie de gastrópode do gênero Pleurotomella, pertencente a família Raphitomidae.